# C-Walk
C-Walk eller Crip Walk er et dansetrin, som opstod i starten af 1970'erne i forstaden Compton, nær Los Angeles i USA. Den blev brugt af medlemmerne af Crips-banden til at vise tilhørsforhold til banden ved fx fester, samt til at håne offeret når de havde dræbt et medlem af den rivaliserende bande, The Bloods.
Efter at være blevet populariseret via rapmusikken, blev det et fast indslag i hip-hopdans i løbet af 1990'erne.